# Ceratagallia coma
Ceratagallia coma är en insektsart som beskrevs av Hamilton 1998. Ceratagallia coma ingår i släktet Ceratagallia och familjen dvärgstritar. Inga underarter finns listade i Catalogue of Life.